# AD Police Files
AD Police Files är en OVA-serie i tre delar producerad av Artmic och AIC. Den utspelar sig i fiktiva Mega Tokyo år 2027, fem år före Bubblegum Crisis.

### Fotnoter
1. ↑  ”AD Police” (på engelska). Themanime. http://www.themanime.org/viewreview.php?id=6. Läst 29 april 2015.